# Saint-Hilaire-de-Briouze
Saint-Hilaire-de-Briouze és un municipi francès situat al departament de l'Orne i a la regió de Normandia. L'any 2007 tenia 284 habitants.

## Demografia

### Població
El 2007 la població de fet de Saint-Hilaire-de-Briouze era de 284 persones. Hi havia 104 famílies de les quals 20 eren unipersonals (8 homes vivint sols i 12 dones vivint soles), 32 parelles sense fills, 40 parelles amb fills i 12 famílies monoparentals amb fills.
La població ha evolucionat segons el següent gràfic:
Habitants censats

### Habitatges
El 2007 hi havia 129 habitatges, 105 eren l'habitatge principal de la família, 15 eren segones residències i 9 estaven desocupats. Tots els 129 habitatges eren cases. Dels 105 habitatges principals, 79 estaven ocupats pels seus propietaris, 25 estaven llogats i ocupats pels llogaters i 1 estava cedit a títol gratuït; 2 tenien una cambra, 7 en tenien dues, 13 en tenien tres, 39 en tenien quatre i 44 en tenien cinc o més. 96 habitatges disposaven pel capbaix d'una plaça de pàrquing. A 43 habitatges hi havia un automòbil i a 57 n'hi havia dos o més.

### Piràmide de població
La piràmide de població per edats i sexe el 2009 era:
| Homes | Edats   | Dones |
| ----- | ------- | ----- |
| 0     | 95 o +  | 0     |
| 0     | 90 a 94 | 0     |
| 0     | 85 a 89 | 0     |
| 0     | 80 a 84 | 0     |
| 4     | 75 a 79 | 4     |
| 12    | 70 a 74 | 8     |
| 8     | 65 a 69 | 8     |
| 8     | 60 a 64 | 12    |
| 8     | 55 a 59 | 12    |
| 0     | 50 a 54 | 4     |
| 16    | 45 a 49 | 4     |
| 16    | 40 a 44 | 8     |
| 8     | 35 a 39 | 16    |
| 8     | 30 a 34 | 4     |
| 8     | 25 a 29 | 4     |
| 20    | 20 a 24 | 8     |
| 12    | 15 a 19 | 12    |
| 8     | 10 a 14 | 4     |
| 8     | 5 a 9   | 8     |
| 4     | 0 a 4   | 4     |

## Economia
El 2007 la població en edat de treballar era de 177 persones, 138 eren actives i 39 eren inactives. De les 138 persones actives 131 estaven ocupades (79 homes i 52 dones) i 7 estaven aturades (1 home i 6 dones). De les 39 persones inactives 11 estaven jubilades, 14 estaven estudiant i 14 estaven classificades com a «altres inactius».

### Ingressos
El 2009 a Saint-Hilaire-de-Briouze hi havia 107 unitats fiscals que integraven 280,5 persones, la mediana anual d'ingressos fiscals per persona era de 15.830 €.

### Activitats econòmiques
Dels 5 establiments que hi havia el 2007, 3 eren d'empreses alimentàries, 1 d'una empresa d'hostatgeria i restauració i 1 d'una entitat de l'administració pública.
L'únic servei als particulars que hi havia el 2009 era un restaurant.
L'únic establiment comercial que hi havia el 2009 era una fleca.
L'any 2000 a Saint-Hilaire-de-Briouze hi havia 21 explotacions agrícoles que ocupaven un total de 1.010 hectàrees.

## Poblacions més properes
El següent diagrama mostra les poblacions més properes.